# 24857 Sperello
24857 Sperello este o planetă minoră (asteroid), cu un diametru de 1,626 km, din centura de asteroizi. A fost descoperită pe 15 ianuarie 1996 la stazione osservativa di Asiago Cima Ekar⁠(d) de Ulisse Munari⁠(d) și a fost numită după Sperello di Serego Alighieri⁠(d). 
Obiectul prezintă o orbită caracterizată de o semiaxă mare de 2,2592381 UAi, o excentricitate de 0,11, o înclinație de 6,70928 ° în raport cu ecliptica.